# Weymouth (Royaume-Uni)
Pour les articles homonymes, voir Weymouth.
Weymouth est l'une des stations balnéaires les plus connues d'Angleterre. En effet, sa qualité de vie et la proximité de la mer font de la ville une destination très prisée des touristes et des retraités. Elle compte environ 60 000 habitants.

## Géographie
Weymouth est une ville du sud de l'Angleterre se situant dans le Dorset, face à la Manche.
Elle compte environ 60 000 habitants[Quand ?].

## Histoire
La ville connaît un grand essor touristique après que le roi George III, frère du premier duc de Gloucester, y fait construire en 1780 une grande résidence, Gloucester Lodge, pour y passer l'hiver. La ville est évoquée par Victor Hugo dans son roman L’Homme qui rit, dont l’intrigue se déroule en 1690.

### Les tableaux de Constable
Le peintre paysagiste John Constable y a peint plusieurs toiles pleines du grand vent de la mer lors de ses séjours chez son ami le révérend John Fisher à Osmington :
- La Baie de Weymouth, 1816, huile sur toile, 20 × 25 cm, Victoria and Albert Museum, Londres[2] ;
- La Baie de Weymouth : Bowleaze Cove et Jordon Hill, 1816-1817, huile sur toile, 53 × 75 cm, National Gallery, Londres[3] ;
- La Baie de Weymouth à l'approche de l'orage, 1818-1819, huile sur toile, 88 × 112 cm, Musée du Louvre, Paris[4].

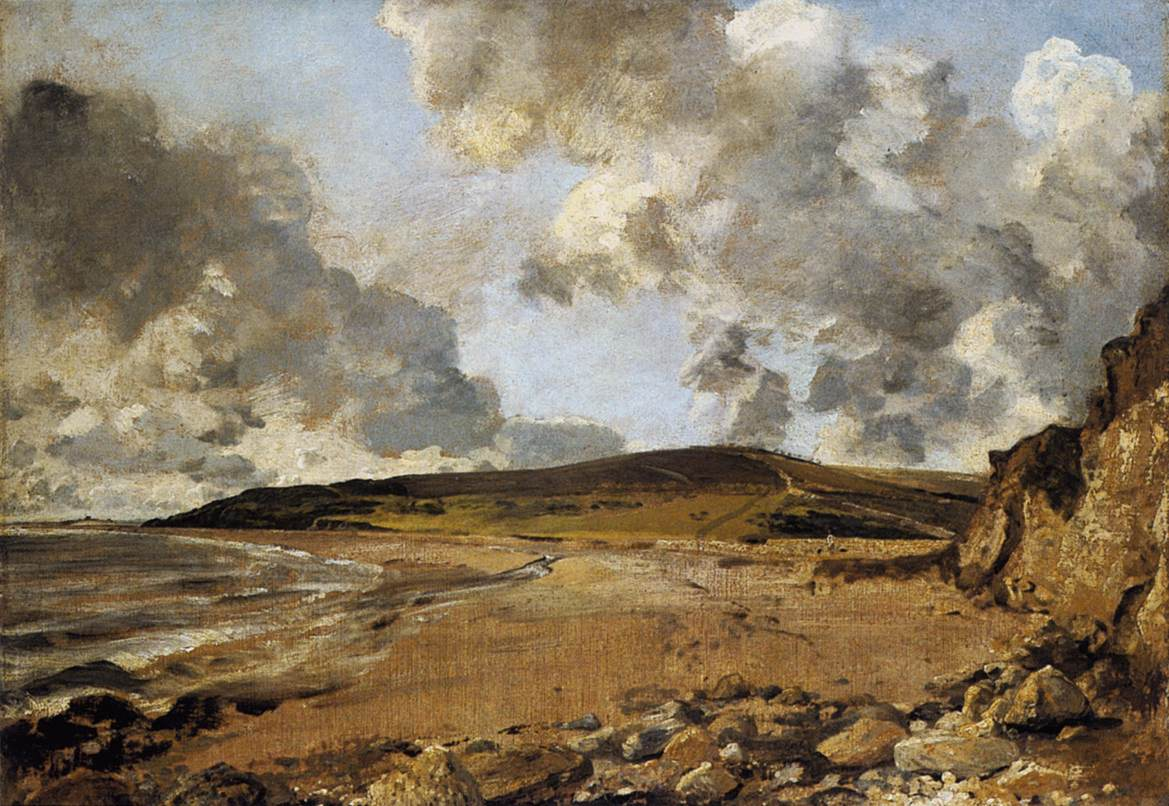
La Baie de Weymouth, 1816-1817 National Gallery, Londres.
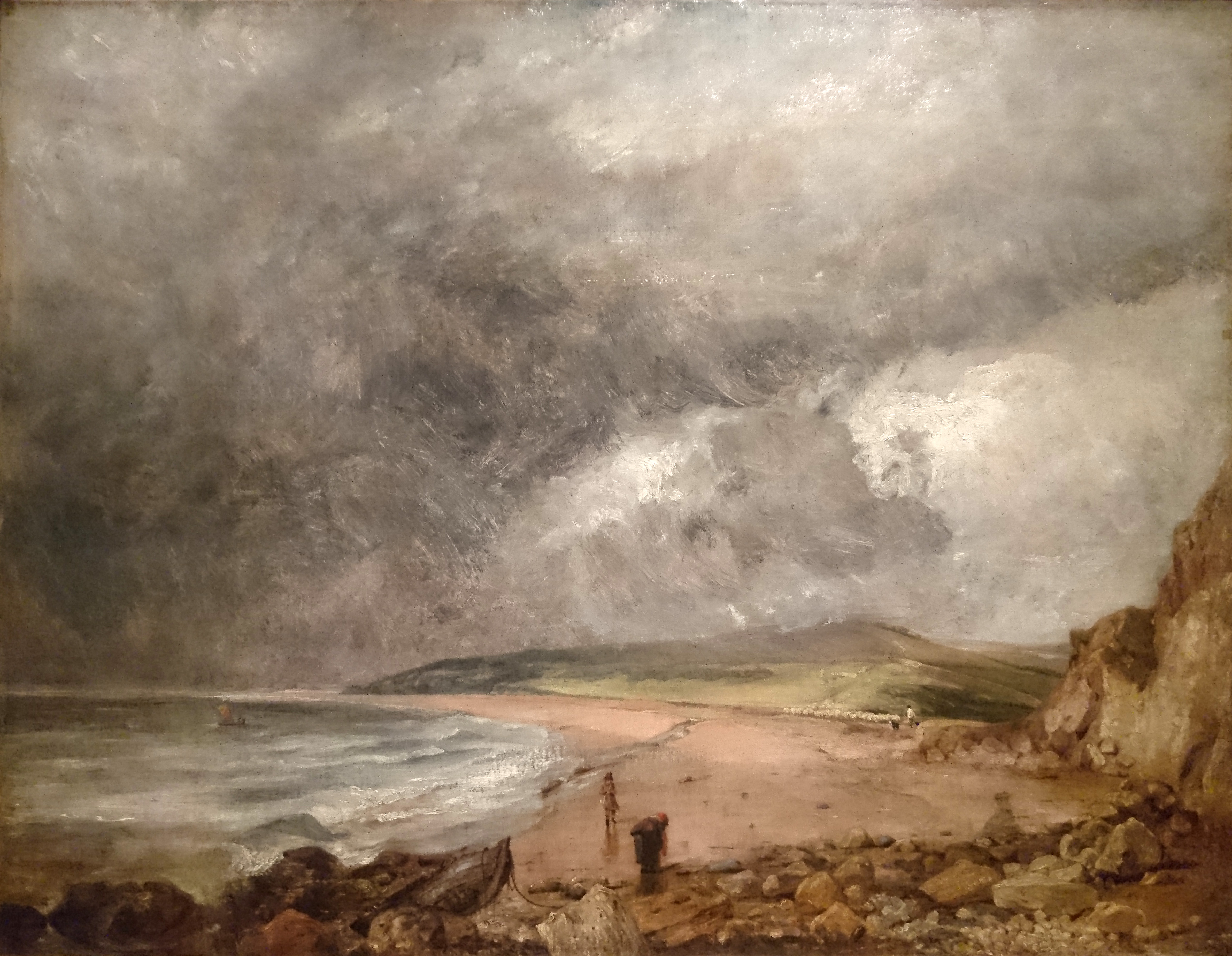
La Baie de Weymouth à l'approche de l'orage, 1818-1819 Musée du Louvre, Paris.

## Administration
La ville est rattachée administrativement à l'île de Portland.

## Climat
L'hiver, Weymouth a un climat doux et humide (minimum 3 °C, maximum 8 °C), et en été, le climat est assez chaud et sec (minimum 13 °C, maximum 21 °C, 35 millimètres de pluie en juillet).

## Sport
Weymouth et Portland ont été hôtes des épreuves nautiques aux Jeux olympiques d'été de 2012.

## Personnalités liées à la ville
- Edward Chamier (1840-1892),joueur d'échecs français, y est né ;
- Paul Graham (1964-),  programmeur, investisseur en capital risque et essayiste, y est né ;
- George Alfred Henty (1832-1902), prolifique romancier, correspondant de guerre et partisan de l'expansion coloniale, y est né ;
- Mary Honeyball (1952-),  femme politique, membre du Parti travailliste, y est née ;
- Francis Marindin (1838-1900), ingenieur dans les Royal Engineers et un des pionniers dans le développement du football, y est né ;
- Henry Moseley (1887-1915), physicien, y est né ;
- Thomas Love Peacock (1785-1866), homme de lettres  surtout connu pour ses talents satiriques, y est né ;
- James Thornhill (1675-1734),  peintre de sujets historiques travaillant dans la tradition baroque italienne, y est né ;
- Richard van der Riet Woolley (1906-1986), astronome, y est né.

## Société
Weymouth est une ville cossue[réf. nécessaire] de par ses boutiques luxueuses du centre-ville, ses galeries d'art et ses nombreuses infrastructures sportives (trois parcours de golf, deux centres de tennis, une académie nationale de voile ainsi que de nombreux stades ), tout cela fait de Weymouth une ville agréable et riche d'une bonne qualité de vie pour les habitants[réf. nécessaire].

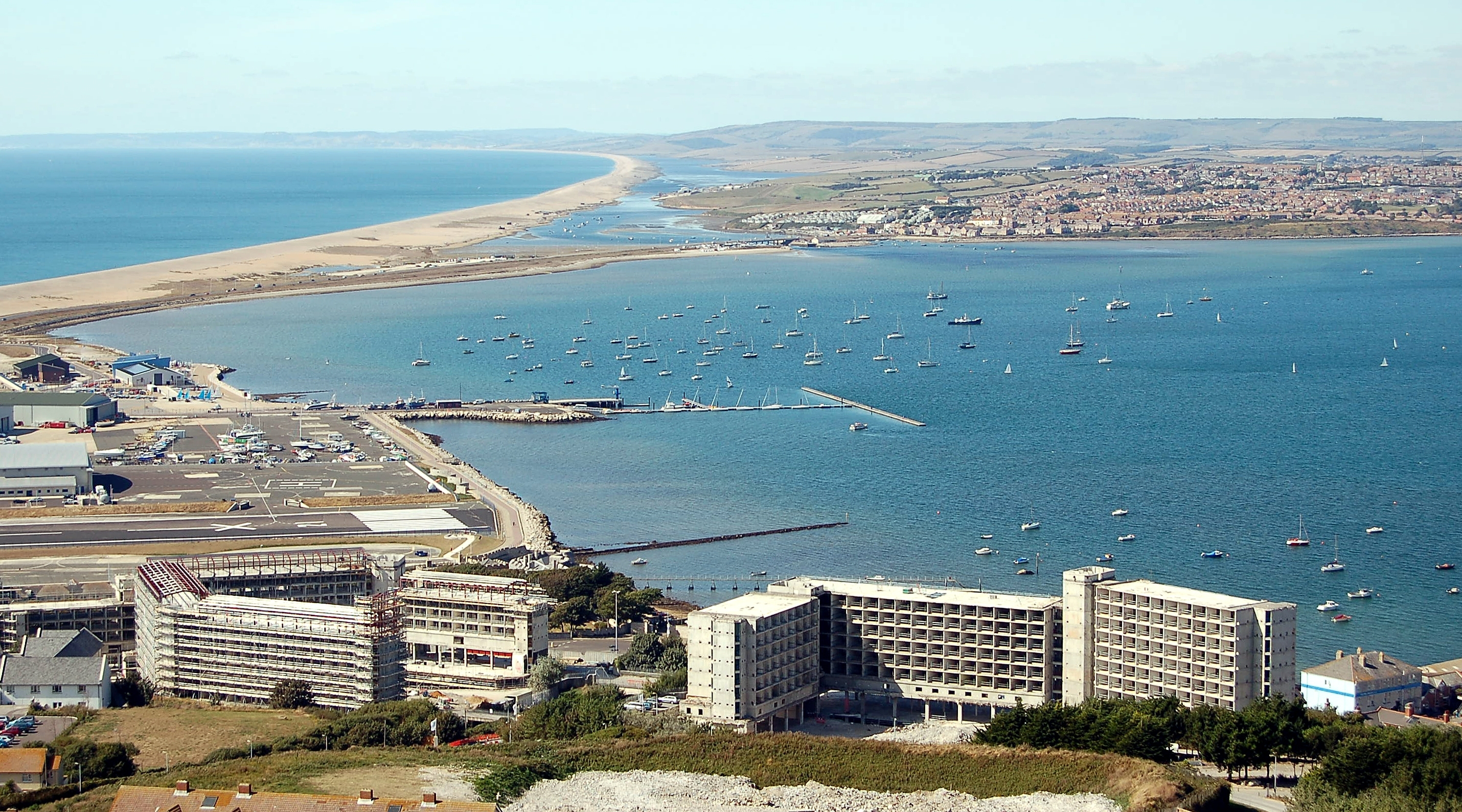
Vue de Weymouth, de Wyke Regis et du port de Portland.
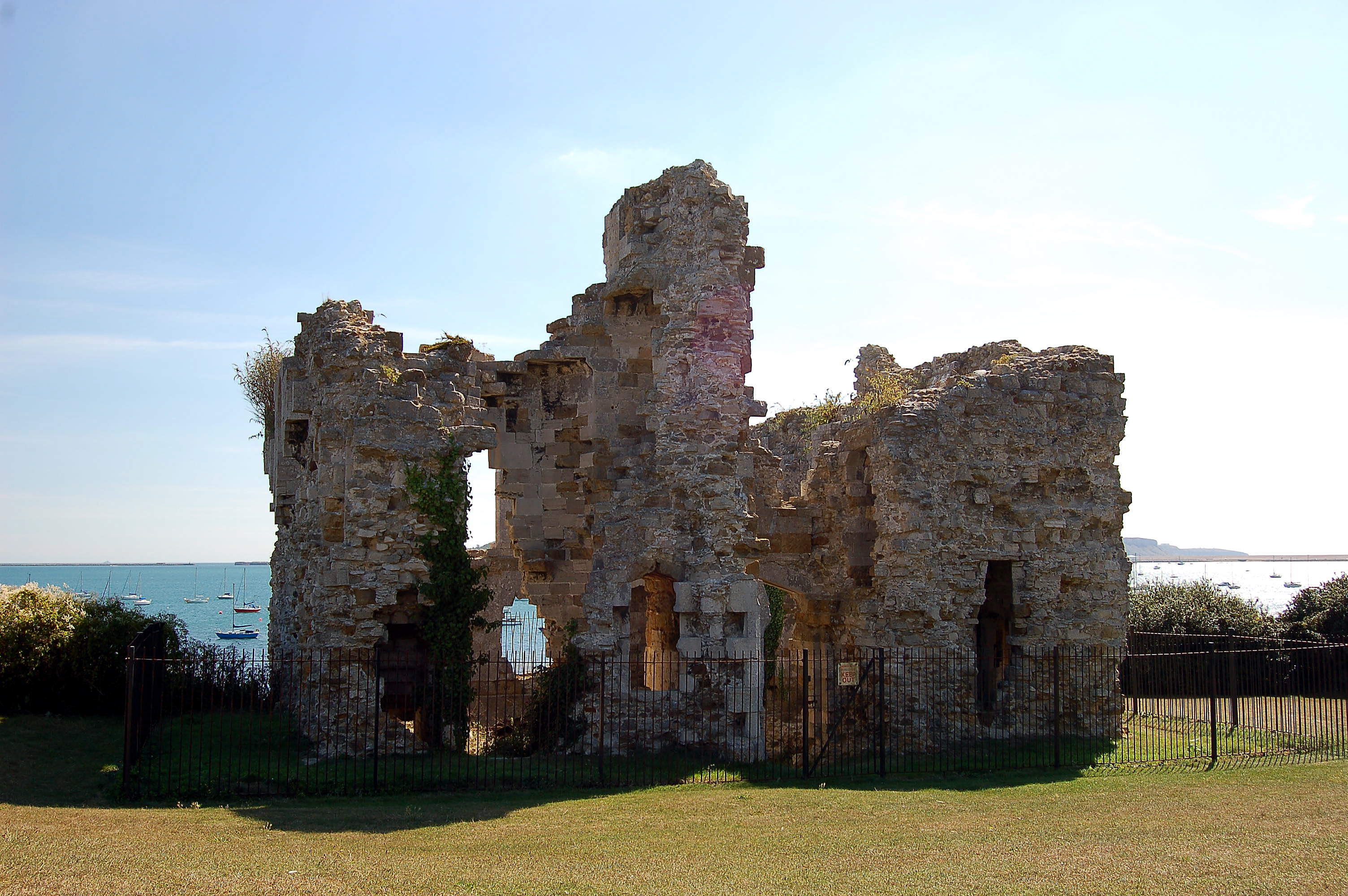
Ruines du château de Sandsfoot, construit au XVIe siècle, situé à l'ouest de Weymouth.
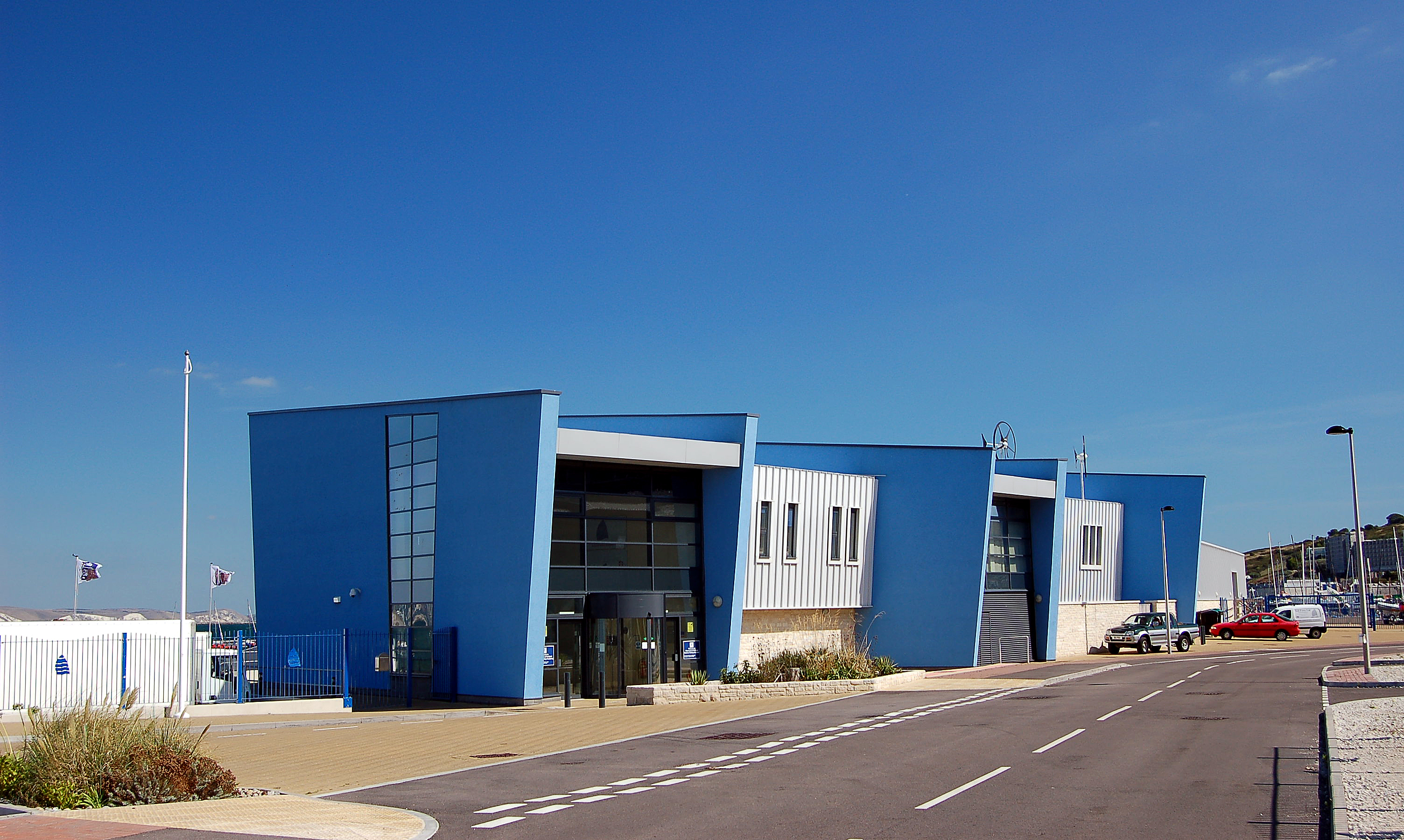
« Weymouth and Portland National Sailing Academy », académie de voile.
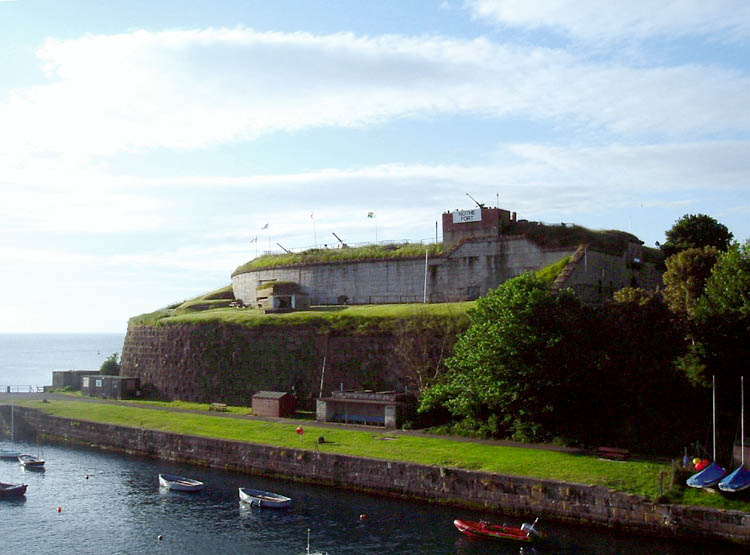
Nothe Fort, musée maritime de la ville de Weymouth.

## Jumelage
- Louviers, France, 1959[5]
- Holzwickede, Allemagne, 1986